# Diskografie Fall Out Boy
Toto je seznam doposud vydané diskografie americké rockové skupiny Fall Out Boy.

## Alba

### Studiová alba
| Název                                                                                   | Detaily o albu                                                   | Umístění v hitparádách | Umístění v hitparádách | Umístění v hitparádách | Umístění v hitparádách | Umístění v hitparádách | Umístění v hitparádách | Umístění v hitparádách | Umístění v hitparádách | Umístění v hitparádách | Umístění v hitparádách | Prodeje                              | Certifikace |
| Název                                                                                   | Detaily o albu                                                   | US                     | AUS                    | CAN                    | FRA                    | GER                    | IRL                    | JPN                    | NZ                     | SWI                    | UK                     | Prodeje                              | Certifikace |
| --------------------------------------------------------------------------------------- | ---------------------------------------------------------------- | ---------------------- | ---------------------- | ---------------------- | ---------------------- | ---------------------- | ---------------------- | ---------------------- | ---------------------- | ---------------------- | ---------------------- | ------------------------------------ | --- |
| Take This to Your Grave                                                                 | - Vydáno: 6. května 2003 (US) - Vydavatelství: Fueled by Ramen   | 140                    | —                      | —                      | —                      | —                      | —                      | —                      | —                      | —                      | 96                     | - US: 634,000                        | - RIAA: Gold - BPI: Gold                                                                                              |
| From Under the Cork Tree                                                                | - Vydáno: 3. května 2005 (US) - Vydavatelství: Island            | 9                      | 87                     | 1                      | 131                    | —                      | 32                     | 86                     | 9                      | —                      | 12                     | - US: 2,700,000                      | - RIAA: 2× Platinum - BPI: Platinum - MC: 2× Platinum - RMNZ: Gold                                                    |
| Infinity on High                                                                        | - Vydáno: 6. února 2007 (US) - Vydavatelství: Island             | 1                      | 4                      | 2                      | 17                     | 25                     | 6                      | 11                     | 1                      | 75                     | 3                      | - US: 1,400,000 - UK: 446,807        | - RIAA: Platinum - ARIA: 2× Platinum - 2× BPI: Platinum - IRMA: Platinum - MC: Platinum - RIAJ: Gold - RMNZ: Platinum |
| Folie à Deux                                                                            | - Vydáno: 16. prosince 2008 (US) - Vydavatelství: Island         | 8                      | 9                      | 21                     | 41                     | 48                     | 52                     | 6                      | 26                     | 84                     | 39                     | - US: 449,000                        | - RIAA: Gold - ARIA: Platinum - BPI: Gold                                                                             |
| Save Rock and Roll                                                                      | - Vydáno: 16. dubna 2013 (US) - Vydavatelství: Island            | 1                      | 2                      | 1                      | 25                     | 15                     | 4                      | 9                      | 2                      | 31                     | 2                      |                                      | - RIAA: Platinum - BPI: Platinum - MC: Gold                                                                           |
| American Beauty/American Psycho                                                         | - Vydáno: 16. ledna 2015 (US) - Vydavatelství: Island, DCD2      | 1                      | 3                      | 1                      | 55                     | 12                     | 6                      | 9                      | 4                      | 15                     | 2                      |                                      | - RIAA: Platinum - BPI: Platinum - MC: Gold                                                                           |
| Mania                                                                                   | - Vydáno: 19. ledna 2018 - Vydavatelství: Island, DCD2           | 1                      | 3                      | 2                      | 50                     | 5                      | 12                     | 15                     | 6                      | 10                     | 2                      | - US: 162,000 (jako z července 2018) | - RIAA: Gold - BPI: Gold                                                                                              |
| So Much (for) Stardust                                                                  | - Vydáno: 24. března 2023 - Vydavatelství: Fueled By Ramen, DCD2 | 6                      | 4                      | 13                     | 84                     | 6                      | 12                     | 39                     | 9                      | 52                     | 3                      |                                      | |
| "—" značí, že se nahrávka neumístila v hitparádách nebo v tomto území ani nebyla vydána |                                                                  |                        |                        |                        |                        |                        |                        |                        |                        |                        |                        |                                      | |

### Koncertní alba
| Název                                                                                   | Detaily o albu                                                 | Umístění v hitparádách | Umístění v hitparádách | Umístění v hitparádách | Umístění v hitparádách | Umístění v hitparádách | Certifikace                   |
| Název                                                                                   | Detaily o albu                                                 | US Video               | AUS                    | BEL (WA)               | JPN                    | UK                     | Certifikace                   |
| --------------------------------------------------------------------------------------- | -------------------------------------------------------------- | ---------------------- | ---------------------- | ---------------------- | ---------------------- | ---------------------- | ----------------------------- |
| Live in Phoenix                                                                         | - Vydáno: 1. dubna 2008 (US) - Vydavatelství: Island           | 1                      | 32                     | 51                     | 114                    | 147                    | - RIAA: Platinum - ARIA: Gold |
| Live in Tokyo                                                                           | - Vydáno: 7. srpna 2013 (JPN) - Vydavatelství: Universal Japan | —                      | —                      | —                      | 126                    | —                      |                               |
| "—" značí, že se nahrávka neumístila v hitparádách nebo v tomto území ani nebyla vydána |                                                                |                        |                        |                        |                        |                        |                               |

### Kompilační alba
| Název                                           | Detaily o albu                                            | Umístění v hitparádách | Umístění v hitparádách | Umístění v hitparádách | Umístění v hitparádách | Umístění v hitparádách | Umístění v hitparádách | Umístění v hitparádách | Umístění v hitparádách | Certifikace              |
| Název                                           | Detaily o albu                                            | US                     | US Alt.                | US Rock                | AUS                    | JPN                    | IRL                    | SCO                    | UK                     | Certifikace              |
| ----------------------------------------------- | --------------------------------------------------------- | ---------------------- | ---------------------- | ---------------------- | ---------------------- | ---------------------- | ---------------------- | ---------------------- | ---------------------- | ------------------------ |
| Believers Never Die – Greatest Hits             | - Vydáno: 17. listopadu 2009 (US) - Vydavatelství: Island | 77                     | 14                     | 9                      | 25                     | 19                     | 79                     | 82                     | 88                     | - ARIA: Gold - BPI: Gold |
| Greatest Hits: Believers Never Die – Volume Two | - Vydáno: 15. listopadu 2019 - Vydavatelství: Island      | 59                     | 5                      | 4                      | —                      | 62                     | —                      | —                      | —                      | - BPI: Platinum          |

### Remixová alba
| Název                     | Detaily o albu                                   | Umístění v hitparádách | Umístění v hitparádách | Certifikace   |
| Název                     | Detaily o albu                                   | US                     | UK                     | Certifikace   |
| ------------------------- | ------------------------------------------------ | ---------------------- | ---------------------- | ------------- |
| Make America Psycho Again | - Vydáno: 30. října 2015 - Vydavatelství: Island | 107                    | 88                     | - BPI: Silver |

### Mixtapy
| Název                             | Detaily o albu                                    |
| --------------------------------- | ------------------------------------------------- |
| Welcome to the New Administration | - Vydáno: 4. listopadu 2008 - Vydavatelství: DCD2 |

## Extended play
| Název                                                                                   | Detaily o albu                                                         | Umístění v hitparádách | Umístění v hitparádách | Umístění v hitparádách | Umístění v hitparádách | Umístění v hitparádách | Umístění v hitparádách | Umístění v hitparádách | Prodeje       |
| Název                                                                                   | Detaily o albu                                                         | US                     | US Alt.                | US Rock                | AUS                    | SCO                    | UK                     | UK Rock                | Prodeje       |
| --------------------------------------------------------------------------------------- | ---------------------------------------------------------------------- | ---------------------- | ---------------------- | ---------------------- | ---------------------- | ---------------------- | ---------------------- | ---------------------- | ------------- |
| Project Rocket / Fall Out Boy (s Project Rocket)                                        | - Vydáno: 28. května 2002 (US) - Vydavatelství: Uprising - Formats: CD | —                      | —                      | —                      | —                      | —                      | —                      | —                      | - US: 25,000  |
| Fall Out Boy's Evening Out with Your Girlfriend                                         | - Vydáno: 25. února 2003 (US) - Vydavatelství: Uprising                | —                      | —                      | —                      | —                      | —                      | —                      | —                      | - US: 127,000 |
| My Heart Will Always Be the B-Side to My Tongue                                         | - Vydáno: 18. května 2004 (US) - Vydavatelství: Fueled by Ramen        | 153                    | —                      | —                      | —                      | —                      | —                      | —                      | - US: 121,000 |
| Leaked in London                                                                        | - Vydáno: 6. února 2007 - Vydavatelství: Island                        | Stažení zdarma         | Stažení zdarma         | Stažení zdarma         | Stažení zdarma         | Stažení zdarma         | Stažení zdarma         | Stažení zdarma         | N/A           |
| America's Suitehearts: Remixed, Retouched, Rehabbed and Retoxed                         | - Vydáno: 27. dubna 2009 - Vydavatelství: Island                       | —                      | —                      | —                      | —                      | —                      | —                      | —                      |               |
| PAX AM Days                                                                             | - Vydáno: 15. října 2013 - Vydavatelství: Island, PAX AM               | 25                     | 7                      | 10                     | 59                     | 82                     | 81                     | 6                      |               |
| Spotify Singles                                                                         | - Vydáno: 21. února 2018 - Vydavatelství: Island, DCD2                 | —                      | —                      | —                      | —                      | —                      | —                      | —                      |               |
| Llamania (jako Frosty & The Nightmare Making Machine)                                   | - Vydáno: 23. února 2018 - Vydavatelství: Island                       | žádné                  | žádné                  | žádné                  | žádné                  | žádné                  | žádné                  | žádné                  | N/A           |
| Lake Effect Kid                                                                         | - Vydáno: 23. srpna 2018 - Vydavatelství: Island                       | —                      | —                      | —                      | —                      | —                      | —                      | —                      |               |
| "—" značí, že se nahrávka neumístila v hitparádách nebo v tomto území ani nebyla vydána |                                                                        |                        |                        |                        |                        |                        |                        |                        |               |

## Singly

### Jako hlavní umělec
| Název                                                                                   | Rok  | Umístění v hitparádách | Umístění v hitparádách | Umístění v hitparádách | Umístění v hitparádách | Umístění v hitparádách | Umístění v hitparádách | Umístění v hitparádách | Umístění v hitparádách | Umístění v hitparádách | Umístění v hitparádách | Certifikace                                                                                      | Album                                                   |
| Název                                                                                   | Rok  | US                     | AUS                    | AUT                    | CAN                    | GER                    | IRL                    | NLD                    | NZ                     | SWE                    | UK                     | Certifikace                                                                                      | Album                                                   |
| --------------------------------------------------------------------------------------- | ---- | ---------------------- | ---------------------- | ---------------------- | ---------------------- | ---------------------- | ---------------------- | ---------------------- | ---------------------- | ---------------------- | ---------------------- | ------------------------------------------------------------------------------------------------ | ------------------------------------------------------- |
| "Dead on Arrival"                                                                       | 2003 | —                      | —                      | —                      | —                      | —                      | —                      | —                      | —                      | —                      | —                      |                                                                                                  | Take This to Your Grave                                 |
| "Grand Theft Autumn/Where Is Your Boy"                                                  | 2003 | —                      | —                      | —                      | —                      | —                      | —                      | —                      | —                      | —                      | —                      | - RIAA: Platinum                                                                                 | Take This to Your Grave                                 |
| "Saturday"                                                                              | 2003 | —                      | —                      | —                      | —                      | —                      | —                      | —                      | —                      | —                      | —                      |                                                                                                  | Take This to Your Grave                                 |
| "Sugar, We're Goin Down"                                                                | 2005 | 8                      | —                      | —                      | —                      | 33                     | 99                     | —                      | —                      | —                      | 8                      | - RIAA: 8× Platinum - RIAA: Gold (Mastertone) - BPI: 2× Platinum - MC: Gold                      | From Under the Cork Tree                                |
| "Dance, Dance"                                                                          | 2005 | 9                      | —                      | —                      | 3                      | —                      | 35                     | —                      | —                      | —                      | 8                      | - RIAA: 5× Platinum - BPI: Platinum - MC: Platinum                                               | From Under the Cork Tree                                |
| "A Little Less Sixteen Candles, a Little More "Touch Me""                               | 2006 | 65                     | —                      | —                      | —                      | —                      | —                      | —                      | —                      | —                      | 38                     | - RIAA: Platinum                                                                                 | From Under the Cork Tree                                |
| "This Ain't a Scene, It's an Arms Race"                                                 | 2007 | 2                      | 4                      | 48                     | 4                      | 54                     | 5                      | 41                     | 1                      | 34                     | 2                      | - RIAA: 3× Platinum - ARIA: Platinum - BPI: Platinum - RMNZ: Gold                                | Infinity on High                                        |
| "Thnks fr th Mmrs"                                                                      | 2007 | 11                     | 3                      | 74                     | 12                     | 67                     | 17                     | 81                     | 11                     | 53                     | 12                     | - RIAA: 6× Platinum - ARIA: Platinum - BPI: Platinum - BVMI: Gold - MC: Platinum                 | Infinity on High                                        |
| ""The Take Over, the Breaks Over""                                                      | 2007 | —                      | 17                     | —                      | —                      | —                      | 24                     | —                      | 30                     | —                      | 48                     |                                                                                                  | Infinity on High                                        |
| "I'm Like a Lawyer with the Way I'm Always Trying to Get You Off (Me & You)"            | 2007 | 68                     | 28                     | —                      | —                      | —                      | —                      | —                      | 33                     | —                      | 91                     |                                                                                                  | Infinity on High                                        |
| "Beat It" (feat. John Mayer)                                                            | 2008 | 19                     | 13                     | 75                     | 8                      | 69                     | 21                     | 98                     | 14                     | —                      | 21                     | - RIAA: Platinum - BPI: Silver                                                                   | Live in Phoenix                                         |
| "I Don't Care"                                                                          | 2008 | 21                     | 20                     | 73                     | 35                     | 62                     | 31                     | —                      | —                      | —                      | 33                     | - RIAA: 2× Platinum - ARIA: Gold - BPI: Silver - MC: Gold                                        | Folie à Deux                                            |
| "America's Suitehearts"                                                                 | 2009 | 78                     | 26                     | —                      | —                      | —                      | —                      | —                      | —                      | —                      | 76                     | - RIAA: Gold                                                                                     | Folie à Deux                                            |
| "Headfirst Slide into Cooperstown on a Bad Bet"                                         | 2009 | 74                     | —                      | —                      | 64                     | —                      | —                      | —                      | —                      | —                      | —                      |                                                                                                  | Folie à Deux                                            |
| "What a Catch, Donnie"                                                                  | 2009 | 94                     | —                      | —                      | 95                     | —                      | —                      | —                      | —                      | —                      | —                      |                                                                                                  | Folie à Deux                                            |
| "Alpha Dog"                                                                             | 2009 | —                      | 60                     | —                      | —                      | —                      | —                      | —                      | —                      | —                      | —                      |                                                                                                  | Believers Never Die – Greatest Hits                     |
| "My Songs Know What You Did in the Dark (Light Em Up)"                                  | 2013 | 13                     | 30                     | —                      | 19                     | —                      | 33                     | 63                     | 13                     | —                      | 5                      | - RIAA: 8× Platinum - ARIA: Platinum - BPI: Platinum - BVMI: Gold - MC: 3× Platinum - RMNZ: Gold | Save Rock and Roll                                      |
| "The Phoenix"                                                                           | 2013 | 80                     | 86                     | —                      | 73                     | —                      | 72                     | —                      | 40                     | —                      | 36                     | - RIAA: 2× Platinum - BPI: Gold                                                                  | Save Rock and Roll                                      |
| "Alone Together"                                                                        | 2013 | 71                     | 40                     | —                      | —                      | —                      | —                      | —                      | —                      | —                      | 81                     | - RIAA: Platinum - BPI: Silver                                                                   | Save Rock and Roll                                      |
| "Young Volcanoes"                                                                       | 2013 | —                      | —                      | —                      | —                      | —                      | —                      | —                      | —                      | —                      | 64                     | - RIAA: Gold - BPI: Silver                                                                       | Save Rock and Roll                                      |
| "Centuries"                                                                             | 2014 | 10                     | 55                     | 62                     | 26                     | 71                     | 59                     | —                      | 32                     | 60                     | 22                     | - RIAA: 8× Platinum - BPI: 2× Platinum - BVMI: Gold - GLF: Platinum                              | American Beauty/American Psycho                         |
| "Immortals"                                                                             | 2014 | 72                     | 82                     | —                      | 71                     | —                      | —                      | —                      | —                      | —                      | 84                     | - RIAA: 4× Platinum - BPI: Platinum                                                              | Big Hero 6 (Original Motion Picture Soundtrack) & AB/AP |
| "American Beauty/American Psycho"                                                       | 2014 | —                      | —                      | —                      | —                      | —                      | —                      | —                      | —                      | —                      | 61                     |                                                                                                  | American Beauty/American Psycho                         |
| "Uma Thurman"                                                                           | 2015 | 22                     | —                      | —                      | 67                     | —                      | —                      | —                      | —                      | —                      | 71                     | - RIAA: 3× Platinum - BPI: Gold                                                                  | American Beauty/American Psycho                         |
| "Irresistible" (feat. Demi Lovato)                                                      | 2015 | 48                     | 104                    | —                      | 75                     | —                      | —                      | —                      | —                      | —                      | 70                     | - RIAA: 2× Platinum - BPI: Silver                                                                | American Beauty/American Psycho                         |
| "Ghostbusters (I'm Not Afraid)" (feat. Missy Elliott)                                   | 2016 | —                      | —                      | —                      | —                      | —                      | —                      | —                      | —                      | —                      | —                      |                                                                                                  | Ghostbusters                                            |
| "Young and Menace"                                                                      | 2017 | —                      | 97                     | —                      | —                      | —                      | —                      | —                      | —                      | —                      | 67                     |                                                                                                  | Mania                                                   |
| "Champion"                                                                              | 2017 | —                      | —                      | —                      | —                      | —                      | —                      | —                      | —                      | —                      | —                      | - RIAA: Gold                                                                                     | Mania                                                   |
| "The Last of the Real Ones"                                                             | 2017 | —                      | 83                     | —                      | —                      | —                      | —                      | —                      | —                      | —                      | 84                     | - RIAA: Gold - BPI: Silver                                                                       | Mania                                                   |
| "Hold Me Tight or Don't"                                                                | 2017 | —                      | —                      | —                      | —                      | —                      | —                      | —                      | —                      | —                      | 99                     |                                                                                                  | Mania                                                   |
| "City in a Garden"                                                                      | —    | —                      | —                      | —                      | —                      | —                      | —                      | —                      | —                      | —                      |                        | Lake Effect Kid                                                                                  | Mania                                                   |
| "Dear Future Self (Hands Up)" (feat. Wyclef Jean)                                       | 2019 | —                      | —                      | —                      | —                      | —                      | —                      | —                      | —                      | —                      | —                      |                                                                                                  | Greatest Hits: Believers Never Die – Volume Two         |
| "Bob Dylan"                                                                             | 2019 | —                      | —                      | —                      | —                      | —                      | —                      | —                      | —                      | —                      | —                      |                                                                                                  | Greatest Hits: Believers Never Die – Volume Two         |
| "Love from the Other Side"                                                              | 2023 | —                      | —                      | —                      | —                      | —                      | —                      | —                      | —                      | —                      | 68                     |                                                                                                  | So Much (for) Stardust                                  |
| "Heartbreak Feels So Good"                                                              | 2023 | —                      | —                      | —                      | —                      | —                      | —                      | —                      | —                      | —                      | —                      |                                                                                                  | So Much (for) Stardust                                  |
| "Hold Me Like a Grudge"                                                                 | 2023 | —                      | —                      | —                      | —                      | —                      | —                      | —                      | —                      | —                      | 91                     |                                                                                                  | So Much (for) Stardust                                  |
| "We Didn't Start the Fire"                                                              | 2023 | 94                     | —                      | —                      | 85                     | —                      | —                      | —                      | —                      | —                      | 52                     |                                                                                                  | So Much (for) Stardust                                  |
| "So Much (For) Stardust"                                                                | 2024 | —                      | —                      | —                      | —                      | —                      | —                      | —                      | —                      | —                      | —                      |                                                                                                  | So Much (for) Stardust                                  |
| "—" značí, že se nahrávka neumístila v hitparádách nebo v tomto území ani nebyla vydána |      |                        |                        |                        |                        |                        |                        |                        |                        |                        |                        |                                                                                                  |                                                         |

### Jako vedlejší umělec
| Název                                                                                        | Rok  | Umístění v hitparádách | Umístění v hitparádách | Umístění v hitparádách | Umístění v hitparádách | Umístění v hitparádách | Umístění v hitparádách | Umístění v hitparádách | Umístění v hitparádách | Umístění v hitparádách | Umístění v hitparádách | Certifikace                                                                  | Album                           |
| Název                                                                                        | Rok  | US                     | AUS                    | AUT                    | CAN                    | GER                    | IRL                    | NLD                    | NZ                     | SWE                    | UK                     | Certifikace                                                                  | Album                           |
| -------------------------------------------------------------------------------------------- | ---- | ---------------------- | ---------------------- | ---------------------- | ---------------------- | ---------------------- | ---------------------- | ---------------------- | ---------------------- | ---------------------- | ---------------------- | ---------------------------------------------------------------------------- | ------------------------------- |
| "One and Only" (Timbaland feat. Fall Out Boy)                                                | 2007 | —                      | —                      | —                      | —                      | —                      | —                      | —                      | —                      | —                      | —                      |                                                                              | Shock Value                     |
| "One of Those Nights" (The Cab feat. Fall Out Boy)                                           | 2008 | —                      | —                      | —                      | —                      | —                      | —                      | —                      | —                      | —                      | —                      |                                                                              | Whisper War                     |
| "Back to Earth" (Steve Aoki feat. Fall Out Boy)                                              | 2015 | —                      | —                      | —                      | —                      | —                      | —                      | —                      | —                      | —                      | —                      |                                                                              | Neon Future I                   |
| "Stayin Out All Night (Boys of the Zummer Remix)" (Wiz Khalifa feat. Fall Out Boy)           | 2015 | —                      | 93                     | —                      | —                      | —                      | —                      | —                      | —                      | —                      | —                      |                                                                              | Singl bez alb                   |
| "I've Been Waiting" (Lil Peep a ILoveMakonnen feat. Fall Out Boy)                            | 2019 | 62                     | —                      | —                      | —                      | —                      | —                      | —                      | —                      | —                      | —                      | - RIAA: Gold                                                                 | Everybody's Everything          |
| "Summer Days" (Martin Garrix feat. Macklemore a Patrick Stump z Fall Out Boy)                | 2019 | 100                    | 49                     | 13                     | 37                     | 24                     | 8                      | 14                     | —                      | 34                     | 26                     | - RIAA: Platinum - ARIA: Gold - BPI: Gold - IFPI AUT: Gold - MC: 2× Platinum | Singl bez alb                   |
| "Hand Crushed by a Mallet" (100 gecs feat. Fall Out Boy, Craig Owens, a Nicole Dollanganger) | 2020 | —                      | —                      | —                      | —                      | —                      | —                      | —                      | —                      | —                      | —                      |                                                                              | 1000 Gecs and the Tree of Clues |
| "—" značí, že se nahrávka neumístila v hitparádách nebo v tomto území ani nebyla vydána      |      |                        |                        |                        |                        |                        |                        |                        |                        |                        |                        |                                                                              |                                 |

## Další umístěné písně
| "The Carpal Tunnel of Love"                                                             | 2007 | 81 | —  | —  | —  | —  | —  | —  | — | —   | —  | Infinity on High                |
| "The (Shipped) Gold Standard"                                                           | 2008 | —  | —  | —  | —  | —  | —  | —  | — | —   | —  | Folie à Deux                    |
| "Where Did the Party Go"                                                                | 2013 | —  | 43 | —  | —  | —  | —  | —  | — | —   | —  | Save Rock and Roll              |
| "The Mighty Fall" (feat. Big Sean)                                                      | 2013 | —  | 47 | —  | —  | —  | —  | —  | — | —   | —  | Save Rock and Roll              |
| "Save Rock and Roll" (feat. Elton John)                                                 | 2013 | —  | 28 | —  | —  | —  | —  | —  | — | —   | —  | Save Rock and Roll              |
| "The Kids Aren't Alright"                                                               | 2014 | —  | 10 | —  | —  | —  | —  | —  | — | 189 | —  | American Beauty/American Psycho |
| "Fourth of July"                                                                        | 2015 | —  | 14 | —  | —  | 27 | —  | —  | 8 | —   | —  | American Beauty/American Psycho |
| "Jet Pack Blues"                                                                        | 2015 | —  | 24 | —  | —  | —  | —  | —  | — | —   | —  | American Beauty/American Psycho |
| "Novocaine"                                                                             | 2015 | —  | 31 | —  | —  | —  | —  | —  | — | —   | —  | American Beauty/American Psycho |
| "Twin Skeleton's (Hotel in NYC)"                                                        | 2015 | —  | 34 | —  | —  | —  | —  | —  | — | —   | —  | American Beauty/American Psycho |
| "Favorite Record"                                                                       | 2015 | —  | 37 | —  | —  | —  | —  | —  | — | —   | —  | American Beauty/American Psycho |
| "I Wan'na Be like You (The Monkey Song)"                                                | 2015 | —  | —  | —  | —  | —  | —  | —  | — | —   | —  | We Love Disney                  |
| "Stay Frosty Royal Milk Tea"                                                            | 2018 | —  | 19 | —  | —  | —  | —  | —  | — | 93  | —  | Mania                           |
| "Church"                                                                                | 2018 | —  | 15 | —  | —  | —  | —  | —  | — | —   | —  | Mania                           |
| "Sunshine Riptide" (feat. Burna Boy)                                                    | 2018 | —  | 29 | —  | —  | —  | —  | —  | — | —   | —  | Mania                           |
| "Bishops Knife Trick"                                                                   | 2018 | —  | 35 | —  | —  | —  | —  | —  | — | —   | —  | Mania                           |
| "Heaven's Gate"                                                                         | 2018 | —  | 27 | —  | —  | —  | —  | —  | — | —   | —  | Mania                           |
| "Lake Effect Kid"                                                                       | 2018 | —  | 18 | —  | —  | —  | —  | —  | — | —   | —  | Lake Effect Kid                 |
| "Super Fade"                                                                            | 2018 | —  | —  | —  | —  | —  | —  | —  | — | —   | —  | Lake Effect Kid                 |
| "Fake Out"                                                                              | 2023 | —  | —  | —  | —  | —  | —  | —  | — | —   | —  | So Much (for) Stardust          |
| "Electric Touch (Taylor's Version) (From the Vault)" (Taylor Swift feat. Fall Out Boy)  | 2023 | 35 | —  | 38 | 46 | —  | 35 | 22 | — | —   | 37 | Speak Now (Taylor's Version)    |
| "Best Friend" (s Juice Wrld)                                                            | 2024 | —  | 12 | —  | —  | —  | —  | —  | — | —   | —  | The Party Never Ends            |
| "—" značí, že se nahrávka neumístila v hitparádách nebo v tomto území ani nebyla vydána |      |    |    |    |    |    |    |    |   |     |    |                                 |

## Spolu umělec
| Název                                                                                        | Rok  | Album                                                |
| -------------------------------------------------------------------------------------------- | ---- | ---------------------------------------------------- |
| "Save Your Generation"                                                                       | 2003 | Bad Scene, Everyone's Fault: Jawbreaker Tribute      |
| "Chicago Is So Two Years Ago"                                                                | 2003 | Hard To Get Volume 1: An Island Rarities Compilation |
| "Yule Shoot Your Eye Out"                                                                    | 2003 | A Santa Cause: It's a Punk Rock Christmas            |
| "Grand Theft Autumn" (acoustic)                                                              | 2004 | Atticus: Dragging the Lake 3                         |
| "Start Today"                                                                                | 2005 | Tony Hawk's American Wasteland                       |
| "Nobody Puts Baby in the Corner" (acoustic)                                                  | 2005 | MySpace Records Vol. 1                               |
| "Roxanne"                                                                                    | 2005 | ¡Policia!: A Tribute to the Police                   |
| "What's This?"                                                                               | 2007 | The Nightmare Before Christmas: Special Edition      |
| "One and Only" (Timbaland feat. Fall Out Boy)                                                | 2007 | Shock Value                                          |
| "One of Those Nights" (The Cab feat. Fall Out Boy)                                           | 2008 | Whisper War                                          |
| "Saturday Night's Alright for Fighting"                                                      | 2014 | Goodbye Yellow Brick Road: Revisited & Beyond        |
| "Back to Earth" (Steve Aoki feat. Fall Out Boy)                                              | 2014 | Neon Future I                                        |
| "Stayin Out All Night (Boys of the Zummer Remix)" (Wiz Khalifa feat. Fall Out Boy)           | 2015 | —                                                    |
| "I Wan'na Be Like You (The Monkey Song)"                                                     | 2015 | We Love Disney                                       |
| "The Night Begins to Shine"                                                                  | 2017 | Mladí Titáni, do toho!                               |
| "I've Been Waiting" (Lil Peep a ILoveMakonnen feat. Fall Out Boy)                            | 2019 | Everybody's Everything                               |
| "Summer Days" (Martin Garrix feat. Macklemore a Patrick Stump z Fall Out Boy)                | 2019 | —                                                    |
| "Hand Crushed by a Mallet" (100 gecs feat. Fall Out Boy, Craig Owens, a Nicole Dollanganger) | 2020 | 1000 Gecs and the Tree of Clues                      |
| "Electric Touch (Taylor's Version) (From the Vault)" (Taylor Swift feat. Fall Out Boy)       | 2023 | Speak Now (Taylor's Version)                         |

## Videoklipy
| Název | Rok  | Režisér                    |
| --- | ---- | -------------------------- |
| "Dead on Arrival"                                                                                        | 2003 | Greg Kaplan                |
| "Grand Theft Autumn/Where Is Your Boy"                                                                   | 2003 | Dale Resteghini            |
| "Saturday"                                                                                               | 2003 | Shane Drake                |
| "Sugar, We're Goin Down"                                                                                 | 2005 | Matthew Lenski             |
| "Sugar, We're Goin Down" (live)                                                                          | 2005 | Jeff Seibenick             |
| "Dance, Dance"                                                                                           | 2005 | Alan Ferguson              |
| "A Little Less Sixteen Candles, a Little More "Touch Me""                                                | 2006 | Alan Ferguson              |
| "This Ain't a Scene, It's an Arms Race"                                                                  | 2007 | Alan Ferguson              |
| "The Carpal Tunnel of Love"                                                                              | 2007 | Kenn Navarro               |
| "Thnks fr th Mmrs"                                                                                       | 2007 | Alan Ferguson              |
| "The Take Over, the Breaks Over"                                                                         | 2007 | Alan Ferguson              |
| "I'm Like a Lawyer with the Way I'm Always Trying to Get You Off (Me & You)"                             | 2007 | Alan Ferguson              |
| "Beat It" (feat. John Mayer)                                                                             | 2008 | Shane Drake                |
| "I Don't Care"                                                                                           | 2008 | Alan Ferguson              |
| "America's Suitehearts"                                                                                  | 2009 | Matthew Stawski            |
| "What a Catch, Donnie"                                                                                   | 2009 | Alan Ferguson              |
| "A Weekend At Pete Rose's" ("Headfirst Slide into Cooperstown on a Bad Bet") (feat. Panic! at the Disco) | 2009 | Shane Valdés               |
| "Alpha Dog"                                                                                              | 2009 | Harvey White               |
| "My Songs Know What You Did in the Dark (Light Em Up)"                                                   | 2013 | Donald/Zaeh                |
| "The Phoenix"                                                                                            | 2013 | Donald/Zaeh                |
| "Young Volcanoes"                                                                                        | 2013 | Donald/Zaeh                |
| "Alone Together"                                                                                         | 2013 | Donald/Zaeh                |
| "The Mighty Fall" (feat. Big Sean)                                                                       | 2013 | Donald/Zaeh                |
| "Love, Sex, Death"                                                                                       | 2013 | Brendan Walter             |
| "Just One Yesterday" (feat. Foxes)                                                                       | 2013 | Donald/Zaeh                |
| "Where Did the Party Go"                                                                                 | 2013 | Donald/Zaeh                |
| "Death Valley"                                                                                           | 2013 | Donald/Zaeh                |
| "Rat a Tat" (feat. Courtney Love)                                                                        | 2014 | Donald/Zaeh                |
| "Miss Missing You"                                                                                       | 2014 | Donald/Zaeh                |
| "Save Rock and Roll" (feat. Elton John)                                                                  | 2014 | Donald/Zaeh                |
| "Immortals"                                                                                              | 2014 | neznámé                    |
| "Centuries"                                                                                              | 2014 | Syndrome                   |
| "American Beauty/American Psycho"                                                                        | 2014 | Syndrome                   |
| "Irresistible"                                                                                           | 2015 | Scantron                   |
| "Uma Thurman"                                                                                            | 2015 | Scantron a Mel Soria       |
| "Back to Earth" (se Steve Aoki)                                                                          | 2015 | Aaron Grasso               |
| "Irresistible" (Doug the Pug version feat. Demi Lovato)                                                  | 2015 | Scantron                   |
| "Irresistible" (featuring Demi Lovato)                                                                   | 2016 | Wayne Isham                |
| "Young and Menace"                                                                                       | 2017 | Scantron a Mel Soria       |
| "Champion"                                                                                               | 2017 | Scantron a Mel Soria       |
| "The Last of the Real Ones"                                                                              | 2017 | Justus Meyer               |
| "Hold Me Tight or Don't"                                                                                 | 2017 | Brendan Walter a Mel Soria |
| "Wilson (Expensive Mistakes)"                                                                            | 2018 | Y2K                        |
| "Church"                                                                                                 | 2018 | Daveion Thompson           |
| "Bishops Knife Trick"                                                                                    | 2018 | Scantron a No. 2 Pencil    |
| "City in a Garden"                                                                                       | 2018 | Kevin Gutierrez            |
| "I've Been Waiting" (s Lil Peep a ILoveMakonnen)                                                         | 2019 | Andrew Donoho              |
| "Dear Future Self (Hands Up)" (feat. Wyclef Jean)                                                        | 2019 | neznámé                    |
| "Bob Dylan"                                                                                              | 2019 | Lewie & Noah Kloster       |
| "Love From the Other Side"                                                                               | 2023 | neznámé                    |
| "Heartbreak Feels So Good"                                                                               | 2023 | Whitey McConnaughy         |
| "Hold Me Like A Grudge"                                                                                  | 2023 | Brendan Walter             |
| "So Much (For) Stardust"                                                                                 | 2024 | Brendan Walter             |